# Cesare Butti
Cesare Butti (Ghiffa, 5 maggio 1951) è un allenatore di calcio ed ex calciatore italiano, di ruolo centrocampista.

## Carriera

### Giocatore

Butti in azione al Torino, inseguito dallo juventino Scirea, nel corso del derby dell'11 dicembre 1977.

Iniziò a dare i primi calci al pallone nel Verbania, in Serie C, dove rimase dal 1968 al 1972 prima di salire in Serie B disputando una stagione con il Bari. Il Cagliari lo acquistò nella stagione 1973-1974, inserendolo stabilmente nell'undici titolare.
Dopo tre stagioni in Sardegna passò nell'estate del 1976 al Torino campione d'Italia in carica. Nella squadra granata Butti si inserì come prima riserva di Claudio Sala ed Eraldo Pecci, ma il tecnico Luigi Radice, il quale già lo aveva allenato a Cagliari, arrivò a impiegarlo anche in vari ruoli sia in difesa sia in attacco.
Ai due anni in Piemonte seguì la cessione al Perugia, al tempo rampante provinciale. Nella squadra biancorossa divenne presto il «motore» di un centrocampo in cui duettava con Paolo Dal Fiume, contribuendo a portarla, nella stagione 1978-1979, al secondo posto della classifica — il migliore risultato di sempre dei grifoni nella massima serie italiana, stabilendo al contempo uno storico record d'imbattibilità.
Dopo quattro stagioni di permanenza in Umbria, cui seguì nell'annata 1982-1983 una breve esperienza nell'Ivrea, in Serie D, fece infine ritorno al Verbania, nel campionato piemontese-valdostano di Promozione, dove concluderà la carriera giocando per altre due stagioni. Ha complessivamente totalizzato 161 presenze e 3 reti in Serie A, e 66 presenze e una rete in Serie B.

### Allenatore
Nella stagione 1988-1989 allenò il Varese, venendo sostituito a campionato in corso da Gianni Seghedoni.

## Palmarès

### Allenatore
- Promozione: 1

Verbania: 1986-1987